# Artigisa impropria
Artigisa impropria är en fjärilsart som beskrevs av Walker 1865. Artigisa impropria ingår i släktet Artigisa och familjen nattflyn. Inga underarter finns listade i Catalogue of Life.